# 1039

سنة 1039 كانت سنة بسيطة تبدأ يوم الإثنين (سوف يظهر الرابط التقويم الكامل للعام) حسب التقويم اليولياني.

## أحداث
- هنري الثالث يتولى عرش ألمانيا

## مواليد
- أبو الوفاء علي بن عقيل

## وفيات
- أبو عمران الفاسي
- ابن الهيثم